# Рабство в Древней Армении
Рабство в Древней Армении— общественно-экономическая формация в Древней Армении, имеющая на сегодняшний день спорные характеристики, от определяющей облик общества во всех его аспектах, до незначительно влияющей на хозяйственные процессы.
Одним из первых историков, поднявшим вопрос о рабстве в Древней Армении, был Хачик Самуэлян, который в 1938 году собрал из армянских письменных источников все сведения, так или иначе связанные с рабовладением и рабством. Самуэлян утверждал, что "наличие в феодальной Армении рабовладельческого института является пережитком того исторического момента, когда рабовладение не доросло и не вылилось ещё в определённую общественно-экономическую формация". В свою очередь параллельно Сурен Еремян полагал, что Древняя Армении являлась рабовладельческим государством, специфику которого выяснить и уточнить ему удалось позже. Иначе подходил к данному вопросу Яков Манандян, который в обществе Армении I века до н.э. усматривал присущие феодальной организации и отдельные основы. Предшествующий период Манандян Я.А. характеризует как "общество переходного типа от родового строя к феодальному, то есть общество полупатриархальное, полуфеодальное", и считает возможным утверждать, что после распада родовых отношений в Древней Армении можно отчётливо наблюдать переход от родового строя эпохи Ксенофонта к нахарарскому строю эпохи Аршакидов, минуя рабовладельческую стадию, а также то, что "этап рабовладельческой экономической формации не был обязателен для древнеармянского государства Арташесидов".
Как справедливо отмечал 1948 году Еремян С.Т. касательно рабства в Древней Армении, полное описание данного института в Древней Армении возможно будет дать после того, как будут раскопаны эллинистические центры Армении.
В вышедшем в 1951 году коллективном исследовании ряд историков охарактеризовало древнеармянское общество как рабовладельческое, но с оговоркой, что в Древней Армении рабовладельческие отношения не трансформировались в форму классического рабовладения наподобие Древней Греции и Древнего Риме, поскольку общественная жизнь Древней Армении, по мнению данных историков, в последующие периоды развивалась в сторону сложения феодальных отношений, а не в стороны дальнейшего углубления рабства. По утверждению Тревер К.С., в I-II веках нашей эры рабовладельческие отношения в Древней Армении начинают постепенно идти на убыль, а начиная с III века нашей эры наблюдаются признаки начала феодализации.